# Sombernon
Sombernon est une commune française située dans le département de la Côte-d'Or en région Bourgogne-Franche-Comté.

## Géographie
Sombernon est située sur la ligne de partage des eaux des bassins de la Seine et de la Saône
Sombernon est un village français. Ses habitants sont appelés les Sombernonais et les Sombernonaises. La commune s'étend sur 13,2 km2 et compte 964 habitants. Avec une densité de 73 habitants par km², Sombernon a connu une nette hausse de 19,3 % de sa population par rapport à 1999. Entouré par les communes de Remilly-en-Montagne, Vieilmoulin et Échannay, Sombernon est situé à 30 km à l'ouest de Dijon, la plus grande ville des environs, à 550 mètres d'altitude.

### Hydrographie
La rivière la Brenne est le principal cours d'eau qui traverse le village de Sombernon.

### Climat
Pour des articles plus généraux, voir Climat de la Bourgogne-Franche-Comté et Climat de la Côte-d'Or.
En 2010, le climat de la commune est de type climat des marges montargnardes, selon une étude du Centre national de la recherche scientifique s'appuyant sur une série de données couvrant la période 1971-2000. En 2020, Météo-France publie une typologie des climats de la France métropolitaine dans laquelle la commune est exposée à un climat océanique altéré et est dans la région climatique  Bourgogne, vallée de la Saône, caractérisée par un bon ensoleillement (1 900 h/an), un été chaud (18,5 °C), un air sec au printemps et en été et des vents faibles. 
Pour la période 1971-2000, la température annuelle moyenne est de 9,8 °C, avec une amplitude thermique annuelle de 17,3 °C. Le cumul annuel moyen de précipitations est de 996 mm, avec 13,3 jours de précipitations en janvier et 8,4 jours en juillet. Pour la période 1991-2020, la température moyenne annuelle observée sur la station météorologique de Météo-France la plus proche, « Pouilly-en-Aux_sapc », sur la commune de Pouilly-en-Auxois à 12 km à vol d'oiseau, est de 10,7 °C et le cumul annuel moyen de précipitations est de 859,1 mm,. Pour l'avenir, les paramètres climatiques de la commune estimés pour 2050 selon différents scénarios d'émission de gaz à effet de serre sont consultables sur un site dédié publié par Météo-France en novembre 2022.

## Urbanisme

### Typologie
Au 1er janvier 2024, Sombernon est catégorisée bourg rural, selon la nouvelle grille communale de densité à 7 niveaux définie par l'Insee en 2022.
Elle est située hors unité urbaine. Par ailleurs la commune fait partie de l'aire d'attraction de Dijon, dont elle est une commune de la couronne,. Cette aire, qui regroupe 333 communes, est catégorisée dans les aires de 200 000 à moins de 700 000 habitants,.

### Occupation des sols
L'occupation des sols de la commune, telle qu'elle ressort de la base de données européenne d’occupation biophysique des sols Corine Land Cover (CLC), est marquée par l'importance des territoires agricoles (56,9 % en 2018), en diminution par rapport à 1990 (58,9 %). La répartition détaillée en 2018 est la suivante : forêts (36,4 %), terres arables (30,4 %), prairies (23,1 %), zones urbanisées (5,1 %), zones agricoles hétérogènes (3,4 %), zones industrielles ou commerciales et réseaux de communication (1,7 %). L'évolution de l’occupation des sols de la commune et de ses infrastructures peut être observée sur les différentes représentations cartographiques du territoire : la carte de Cassini (XVIIIe siècle), la carte d'état-major (1820-1866) et les cartes ou photos aériennes de l'IGN pour la période actuelle (1950 à aujourd'hui).

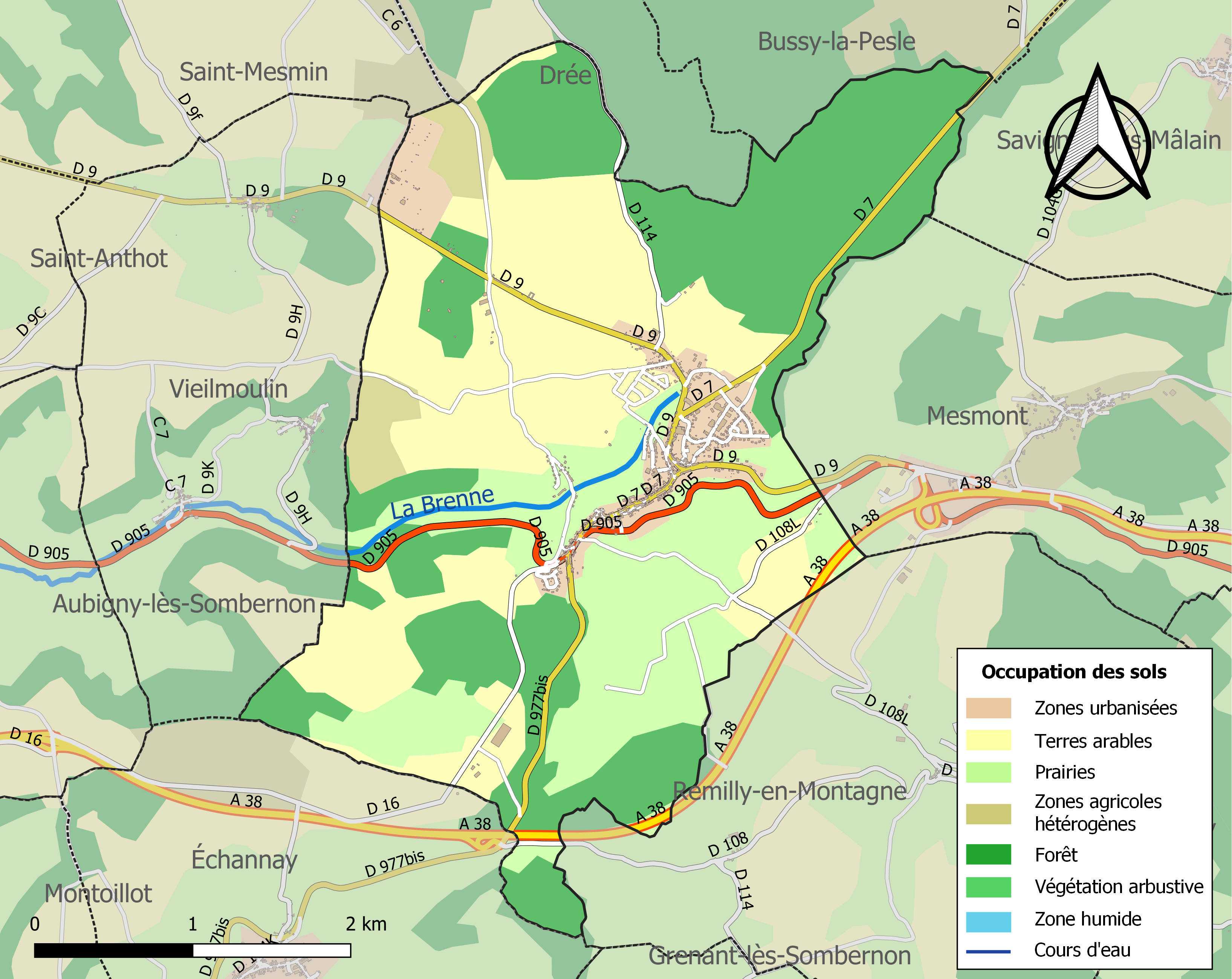
Carte des infrastructures et de l'occupation des sols de la commune en 2018 (CLC).

## Histoire

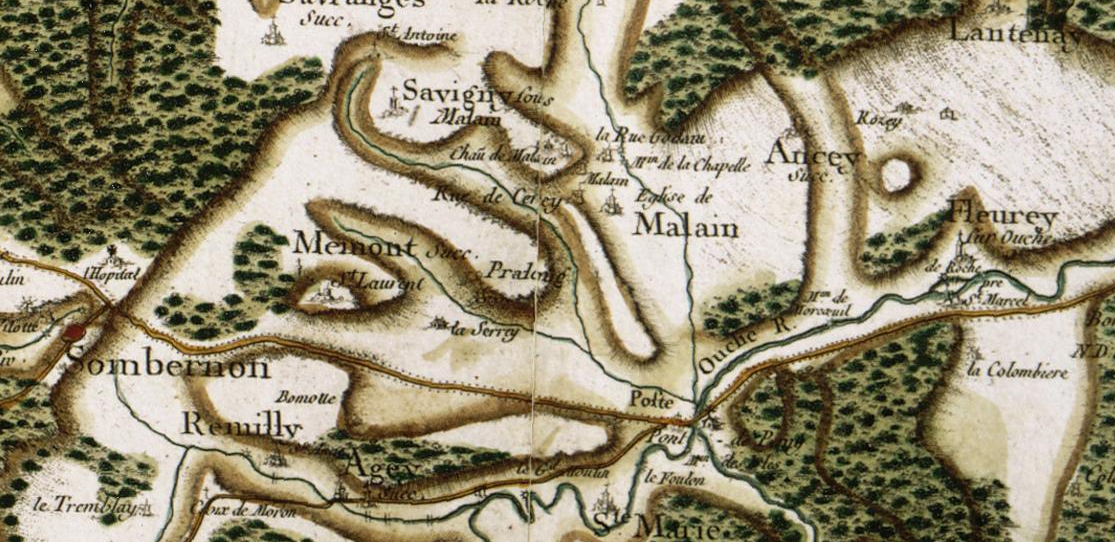
Sombernon sur la carte de Cassini

La voie antique de Paris à Lyon par la Bourgogne passe par le village, suivant une partie de la branche principale de la Via Agrippa de l'Océan, menant de Lyon à Boulogne.
Durant la seconde guerre mondiale, la ville fut le point de jonction des opérations "Dragoon" et "Overlord", comme le raconte Churchill dans ses mémoires.

## Politique et administration

### Civile, sous l'Ancien Régime
- 1104 -  Warnier de Sombernom, de la Maison du duc Hugues II de Bourgogne qu'il accompagne à Fleurey-sur-Ouche en cette année[14].
- 1235 -  Hervé de Sombernon, seigneur du lieu avant le 3 des nones de mai 1239.
- 1239 -  Alix de Saint-Florentin, dame de Sombernon[15].
- La vieille maison féodale de Sombernon[16] se fond par mariage dans celles de Bourgogne-Monta(i)gu (le capétien Guillaume Ier de Bourgogne-Montagu, 1222-1300, arrière-petit-fils du duc Hugues III, épouse Jacquette de Sombernon, dame de Sombernon et de Mâlain), puis de Faucogney-Villersexel (Catherine de Bourgogne, 1365-ap.1431, dame de Sombernon et de Mâlain, marie Guillaume de Villersexel, † 1396 à Nicopolis), enfin de Bauffremont (leur petite-fille Jeanne de Villersexel, † 1460, transmet Sombernon et Mâlain à Guillaume de Bauffremont-Scey, † 1474) (Mâlain sera cédé à d'autres familles entre 1451 et 1571/1576).
- Denis Brulart de La Borde (1532-1611) acquiert la baronnie de Sombernon en 1598 : son fils puîné Noël Brulart, maître des requêtes, baron de Sombernon, acquiert Malain en partie en 1635 et lègue cette part, avec Sombernon, en décembre 1653 à son petit-neveu Nicolas II Brulart (1627-1692), Ier président au Parlement de Bourgogne, acquéreur de l'autre part de Mâlain en 1654, marquis de La Borde, baron donc de Sombernon et Malain, aussi de Couches en partie.
- Une fille de Nicolas II Brûlart de La Borde et Marie Bouthillier de Chavigny (fille de Léon), Anne Brulart, † 1711, sœur de Marie († 1763 ; marquise de Béthune-Chârost puis duchesse de Luynes par ses deux mariages), épouse Gaspard II de Vichy de Montceaux, comte de Champrond/Chameron (1664-1736), d'où Gaspard III Nicolas (1699-1781) et la suite des marquis de La Borde, barons de Sombernon et de Mâlain, sgr. de Champrond et Montceaux-l'Etoile…

### Depuis La Révolution
| Période                                  | Période     | Identité         | Étiquette | Qualité             |
| ---------------------------------------- | ----------- | ---------------- | --------- | ------------------- |
| Les données manquantes sont à compléter. |             |                  |           |                     |
| 1960                                     | 1995        | Jacques Mercusot | UDF       | Marchand de vins    |
| mars 2001                                | mars 2008   | Jean-Paul Guyon  | UMP       | Assureur            |
| mars 2008                                | 18 mai 2020 | Rémi Garrot      | DVD       | Exploitant agricole |
| 18 mai 2020                              | En cours    | Michel Roignot   |           |                     |

## Démographie
L'évolution du nombre d'habitants est connue à travers les recensements de la population effectués dans la commune depuis 1793. Pour les communes de moins de 10 000 habitants, une enquête de recensement portant sur toute la population est réalisée tous les cinq ans, les populations de référence des années intermédiaires étant quant à elles estimées par interpolation ou extrapolation. Pour la commune, le premier recensement exhaustif entrant dans le cadre du nouveau dispositif a été réalisé en 2007.

En 2022, la commune comptait 990 habitants, en évolution de +5,88 % par rapport à 2016 (Côte-d'Or : +0,82 %, France hors Mayotte : +2,11 %).
| 1793 | 1800 | 1806 | 1821 | 1836 | 1841 | 1846  | 1851  | 1856 |
| ---- | ---- | ---- | ---- | ---- | ---- | ----- | ----- | ---- |
| 724  | 720  | 788  | 860  | 971  | 983  | 1 014 | 1 043 | 907  |

| 1861 | 1866 | 1872 | 1876 | 1881 | 1886 | 1891 | 1896 | 1901 |
| ---- | ---- | ---- | ---- | ---- | ---- | ---- | ---- | ---- |
| 877  | 830  | 855  | 858  | 856  | 805  | 745  | 701  | 702  |

| 1906 | 1911 | 1921 | 1926 | 1931 | 1936 | 1946 | 1954 | 1962 |
| ---- | ---- | ---- | ---- | ---- | ---- | ---- | ---- | ---- |
| 670  | 616  | 587  | 530  | 500  | 502  | 492  | 554  | 591  |

| 1968 | 1975 | 1982 | 1990 | 1999 | 2006 | 2007 | 2012 | 2017 |
| ---- | ---- | ---- | ---- | ---- | ---- | ---- | ---- | ---- |
| 561  | 582  | 713  | 773  | 778  | 917  | 937  | 964  | 926  |

| 2022 | - | - | - | - | - | - | - | - |
| ---- | - | - | - | - | - | - | - | - |
| 990  | - | - | - | - | - | - | - | - |

## Culture locale et patrimoine

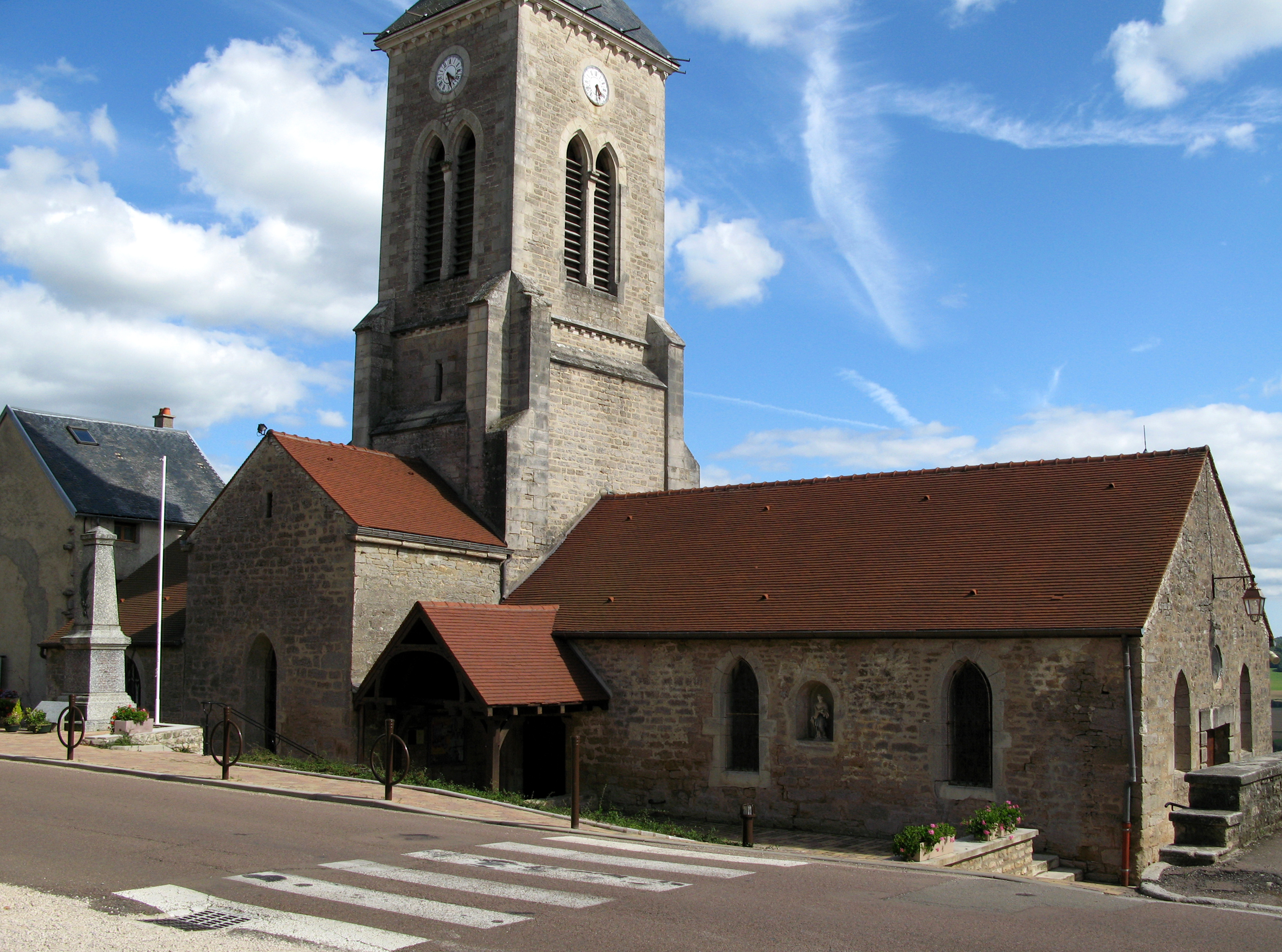
L'église et le monument-aux-morts

### Lieux et monuments
- Église
- Lavoir[21]

### Personnalités liées à la commune
- Symphorien Charles-J. Mouard (1828-1890), missionnaire capucin, premier évêque de Lahore (Pakistan);
- Eugène Spuller (1835-1896), ministre de l'Instruction publique du 30 mai au 12 décembre 1887 et du 3 décembre 1893 au 29 mai 1894, y est mort. Une statue le représentant faite par Paul Gasq se trouve dans le hall de la mairie de Sombernon.
- Henri Vincenot (1912-1985), écrivain français ;
- Bénigne Fournier (1897-1958), Croix de guerre, ancien sénateur, ancien maire de Sombernon, vice-président du conseil général de la Côte-d'Or ;
- Louis Cortot (1925-2017), résistant français, Compagnon de la Libération.

### Héraldique
| Blason de Sombernon | Les armes de Sombernon se blasonnent ainsi : Bandé d'or et d'azur de six pièces à la bordure de gueules, au franc-quartier d'hermine. |